# AFC泰福特聯
AFC泰福特聯是位於英格蘭西米德蘭茲單一管理區特爾福德和雷金（Telford and Wrekin）新市鎮特尔福德（Telford）的足球俱乐部，現時在英格蘭足球聯賽系統第七級的英格蘭足球南部聯賽（超聯組中）參賽。
特尔福德是英格蘭內其中一個沒有球隊參賽英格蘭足球聯賽的大市鎮。球會於2004年5月28日由已解散的泰福特聯（Telford United F.C.）的球迷成立，以黑、白色為球會的主色。

## 歷史
球會的前身泰福特聯（Telford United F.C.）成立於1872年，於2003/04年球季由於單一股東安德鲁·肖（Andrew Shaw）的生意失敗遭受牽連，最終於2004年5月27日以清盤收場。翌日泰福特聯的球迷基金「泰福特聯球迷有限公司」（Telford United Supporters Ltd.）成立AFC泰福特聯（A.F.C. Telford United）並成為其唯一的擁有人，創建拉丁语格言：「Numquam Obliviscere」，意譯為「永不忘記」。
英格蘭足球總會將新球隊編排加入英格蘭北部超級聯賽的甲組聯賽。首個球季以第3位成績參加升班附加賽，連過兩關取得升班超聯組的資格。升班首季一度陷入降班危機，於更換領隊後，最終以第10位結束球季成功護級。新球季大換血後成績進步，於15戰後在積分榜排頭，惟未能維持勇態，僅以第3位結束球季，但成功透過附加賽於三年內兩度升班至英格蘭足球議會北部聯賽。
2007/08年球季球隊於升班後仍然獲得好成績，排於之後獲得亞軍，但於附加賽準決賽兩回合累計0-4負於巴羅（Barrow）後出局。翌季球隊於塞坦塔盾決賽憑互射十二碼擊敗格林森林流浪贏得首項錦標，而在聯賽亦取得第4位，連續第三年參加附加賽，準決賽兩回合累計5-4僅勝艾弗頓（Alfreton Town），但決賽0-1不敵盖茨黑德而無緣升班。2009/10年球季球隊成績大倒退，以第11位的成績結束球季，而安迪·辛顿（Andy Sinton）於季後接掌球隊。2010/11年球季球隊成績重回正軌，緊隨艾弗頓以亞軍身份參加附加賽，準決賽兩回合累計3-2淘汰紐尼頓（Nuneaton Town），決賽獲得主場之利，於完場前射入奠勝球，以3-2僅勝（Guiseley），升班英格蘭足球議會全國聯賽，重返前身球會泰福特聯結束時的參賽級別。

## 敵對球隊
AFC泰福特聯的本地敵對球隊是什罗普郡的鄰居，但兩隊處於不同級別的聯賽而罕有對碰的機會，但史樂郡高級盃（Shropshire Senior Cup）則經常上演兩隊的對賽。2003/04年當梳士貝利降班到英格蘭足球議會全國聯賽，AFC泰福特聯的前身泰福特聯在較量中佔有上風，聯賽作客賽和0-0，而主場則小勝1-0；在英格蘭足總錦標半準決賽，作客賽和1-1，重賽返回主場以2-1淘汰對手。
當仍在英格蘭北部超級聯賽參賽時，同城德比球隊還有威倫賀爾鎮（Willenhall Town）、利克鎮（Leek Town）、汉德尼斯福德镇（Hednesford Town）和威顿阿尔比恩（Witton Albion），而後者於2006/07年的附加賽決賽以1-3負於AFC泰福特聯。
當球隊升班到英格蘭足球議會聯賽後，球隊重遇老對手（Tamworth）和斯塔福德流浪（Stafford Rangers）。

## 主場球場

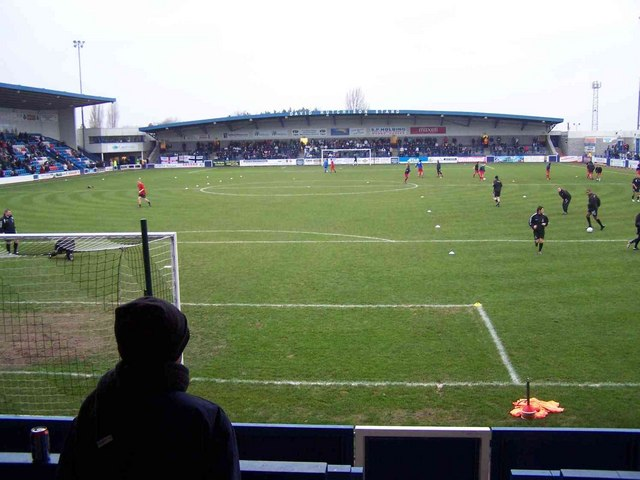
新畢克斯赫特球場

AFC泰福特聯在「新畢克斯赫特球場」（New Bucks Head）進行主場賽事，球場名稱直譯是「新雄鹿頭」，於2000年始建，取代由前身球隊泰福特聯及其前身球隊威靈頓鎮（Wellington Town）使用超過一世紀老舊的「畢克斯赫特球場」（Bucks Head），新球場在舊球場原址興建，泰福特聯在施工期間在僅有兩面階梯看台的球場作賽，而在現時東台階的位置設有臨時看台，更需在停車場設置流動小屋供作更衣室用途。新球場於2003年完工，四面看台有三個有遮蓋，初時可容納6,300名觀眾，是當時英格蘭按容量計排名第111的球場。現時球場的官方容量為5,400人，AFC泰福特聯是2010/11年球季英格蘭足球議會北部聯賽平均入座率最高的球隊，達到1,946人之數。球場附設「泰福特白宮酒店」（Telford Whitehouse Hotel），部分房間的窗戶可望見球場草坪。球場現時由特爾福德-雷金議會（Telford and Wrekin Council）擁有。

## 榮譽
- 英格蘭北部超級聯賽甲組聯賽
  - 附加賽冠軍：2004/05年；
- 英格蘭北部超級聯賽超聯組聯賽 
  - 附加賽冠軍：2006/07年；
- 英格蘭足球議會北部聯賽
  - 冠軍：2013/14年；
  - 附加賽冠軍：2010/11年；
- 英格蘭足球議會聯賽盃
  - 冠軍：2008/09年；
- 史樂郡高級盃
  - 冠軍：2008/09年；
  - 亞軍：2004/05年、2005/06年、2006/07年、2009/10年、2010/11年、2011/12年；

## 外部連結
- 泰福特官網（页面存档备份，存于）